# Дошљаци (ТВ филм)
„Дошљаци” је југословенски ТВ филм из 1969. године. Режирао га је Вук Бабић а сценарио је написала Мила Станојевић Бајфорд на основу истоименог романа Милутина Ускоковића.

## Улоге
| Глумац             | Улога |
| ------------------ | ----- |
| Петар Краљ         |       |
| Неда Спасојевић    |       |
| Светолик Никачевић |       |
| Милош Жутић        |       |
| Зоран Милосављевић |       |
| Светлана Бојковић  |       |
| Томанија Ђуричко   |       |